# Dipoena origanata
Dipoena origanata là một loài nhện trong họ Theridiidae.
Loài này thuộc chi Dipoena. Dipoena origanata được Herbert Walter Levi miêu tả năm 1953.